# S/2008 (303712) 1
S/2008 (303712) 1 é o objeto secundário do corpo celeste denominado de (303712) 2005 PR21. Ele é um objeto transnetuniano que tem cerca de 137 km de diâmetro e orbita o corpo primário a uma distância de 3 600 ± 300 km.